# 스펜서 그래머
스펜서 그래머(Spencer Grammer, 1983년 10월 9일 ~ )는 미국의 배우이다.

## 출연 작품
- 분: 더 바운티 헌터 (2017)
- 비욘드 파라다이스 (2016)
- 미스터 로빈슨 (2015)
- 룸메이트 (2015)
- 인 류 오브 플라워즈 (2014)
- 미싱 윌리엄 (2014)
- 아이언 사이드 (2013)
- 디센트 (2007)
- 클럽하우스 (2004)

### 텔레비전
- 애즈 더 월드 턴즈 (2006)
- 그릭 (2007-11)